# Encephalartos tegulaneus
Encephalartos tegulaneus es una especie de Cycadopsida del género Encephalartos, de la familia Zamiaceae, del orden Cycadales.

## Distribución
Encephalartos tegulaneus se distribuye por Kenia (Eastern, Rift Valley).

## Taxonomía
Fue descrita científicamente por Melville. Fue publicado por primera vez en Melville. In: Kew Bull. 12(2): 249, fig. 3. (1957).